# 中國語文學系
中國文學系，或作中國語言文學系、漢語語文學系和華語語文學系，簡稱中文系、漢語系或華語系，是一個隸屬於文學院的科系，主要是培養中文(漢語)語文應用、創作、文學和研究方面的人才。中文系的相似科系包括應用中國文學系、國文學系、汉语言文学和應用華語系。

## 专业设置
中文系依各校師資有不同的課程安排，專業必修的科目可能包括了國學導讀、文學概論、语言学概论、中國文學史、中国古代文学、中国现代文学、中国当代文学、文字學、聲韻學、訓詁學、中國思想史、外国文学、现代汉语、古代汉语、書法等課程。